# 勒特朗布莱-奥蒙维尔
勒特朗布莱-奥蒙维尔（法語：Le Tremblay-Omonville，法語發音：[lə tʁɑ̃blɛ ɔmɔ̃vil]）是法国厄尔省的一个市镇，属于埃夫勒区。

## 地理
勒特朗布莱-奥蒙维尔（49°7'13"N, 0°54'50"E）面积5.41 平方千米，位于法国诺曼底大区厄尔省，该省份为法国北部内陆省份，北起滨海塞纳省，西接奧恩省和卡爾瓦多斯省，南至厄尔-卢瓦省，东临瓦兹省、瓦兹河谷省和伊夫林省。
与勒特朗布莱-奥蒙维尔接壤的市镇（或旧市镇、城区）包括：勒讷堡附近埃普勒维尔、勒讷堡、旧克罗维尔、圣科隆布-拉科芒德里、孔邦。

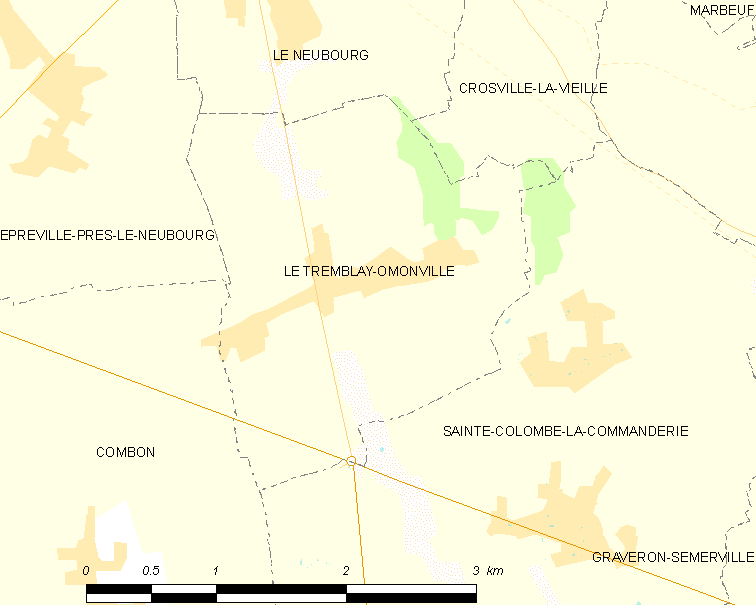
勒特朗布莱-奥蒙维尔的OSM定位图

勒特朗布莱-奥蒙维尔的时区为UTC+01:00、UTC+02:00（夏令时）。

## 行政
勒特朗布莱-奥蒙维尔的邮政编码为27110，INSEE市镇编码为27658。

## 政治
勒特朗布莱-奥蒙维尔所属的省级选区为勒讷堡县。

## 人口

1962-2008年间勒特朗布莱-奥蒙维尔人口变化图示

勒特朗布莱-奥蒙维尔于2022年1月1日时的人口数量为383人。